# Мечеть имама Дарб-и
Мечеть имама Дарб-и — погребальный комплекс, расположенный в квартале Дардашт в Исфахане, Иран.
Включает в себя две святыни, мечеть и мавзолей с королевским кладбищем.
Входит в список памятников национального наследия Ирана под номером 217.

## История
Первое здание в комплексе было построено во времена правления Кара-Коюнлу в 1453 году как святилище имамзаде, посвященное двум святым, Ибрахиму аль-Бате и Зайну аль-Абидину, которые, как считалось, были потомками Али ибн Аби Талиба через Джафара аль-Садика.
Строительство Имамзаде было начато по приказу сына Джахан-шаха, правителя Кара-Коюнлу в то время.
После завершения строительства Имамзаде рядом с этим местом были похоронены многие принцы, принадлежавшие к династии Сефевидов, а также принцы монгольского происхождения.
Во время правления правителя Ак-Коюнлу Якуб Бека к комплексу также была пристроена ханка.
Позже, в период правления Сефевидов, в святилищах были произведены некоторые ремонтные работы. В период с 1995 по 1996 год в комплексе Имамзаде Дарб-и-Имам были проведены масштабные ремонтные работы.

## Архитектура

### Гирих

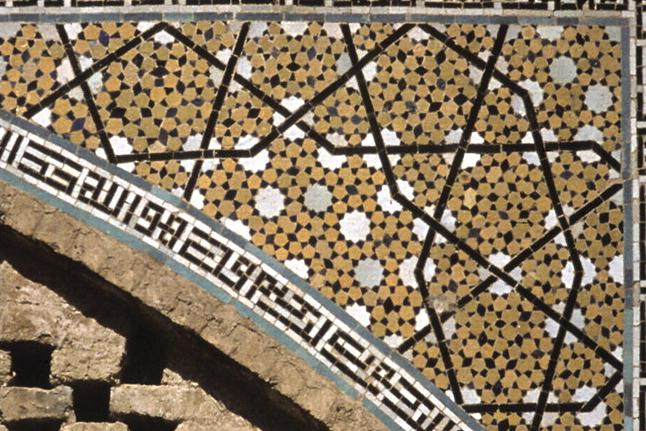
Плитка гирих на углу здания.

В облицовке используется гирих, а также другие геометрические узоры.
Узор плитки гириха за небольшим исключением (связанным возможно с поздней реставрацией) является квазипериодической мозаикой; он напоминают мозаику Пенроуза.

## Захоронения
Считается, что это место является местом захоронения святых Ибрагима аль-Баты и Зайна аль-Абидина, двух потомков Джафара ас-Садика.
Местная традиция гласит, что в комплексе похоронены еще двенадцать потомков Али ибн Аби Талиба, но местонахождение их могил неизвестно.
Исторически сложилось так, что на этом месте находится мавзолей жены Кара Юсуфа, которая также является матерью Джахан-шаха.
Принц монгольского происхождения Махмуд аль-Афгани также похоронен в погребальном комплексе рядом с другими принцами.

## Галерея

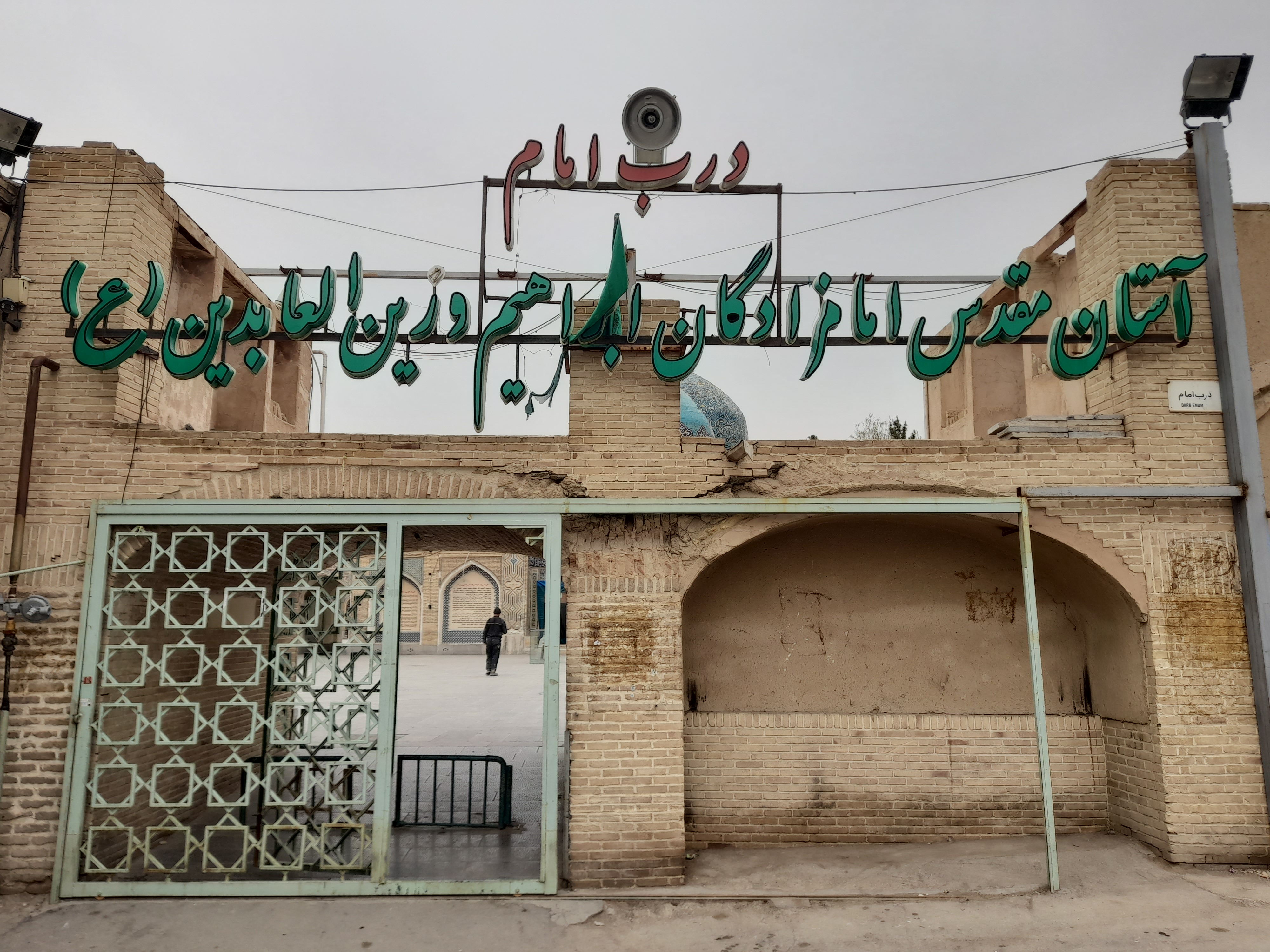